# Autorité pour l'aménagement de la région du sud-ouest
L’Autorité pour l'aménagement de la région du sud-ouest (ARSO) est un programme d'Aménagement du territoire et de développement régional réalisé de 1969 à 1980 au sud ouest de la Côte d'Ivoire. Il a été initialement conçu en tandem avec celui de l'aménagement de la Vallée du Bandama pour notamment accueillir le flux migratoire provoqué par la création du barrage de Kossou qui a inondé 150 villages engloutis et provoqué le déplacement de plus de 100 000 personnes.
Ce programme également connu sous le nom « Opération San-Pédro » s'est articulé dans une large mesure sur le projet de construction du Port autonome de San-Pédro. Ce port en eau profonde devait être non seulement capable de polariser le développement régional mais également de constituer une alternative efficace au Port autonome d'Abidjan pour les opérateurs économiques de Côte d'Ivoire et des pays voisins sans littoral.